# مانوئل ده وکی
مانوئل ده وکی (ایتالیایی: Manuel de Vecchi؛ زادهٔ ۸ اکتبر ۱۹۸۰) دوچرخه‌سوار اهل ایتالیا است. وی در بازی‌های المپیک تابستانی ۲۰۰۸ و ۲۰۱۲ شرکت کرده است.